# Alfred Bester
Alfred Bester (Nova Iorque, 18 de Dezembro de 1913 — Doylestown, Pensilvânia, 30 de Setembro de 1987) foi um escritor de ficção científica, roteirista de rádio, de TV e de quadrinhos e editor de revista norte-americano. 
Bester é conhecido por ter recebido o primeiro Prémio Hugo, em 1953, pelo livro The Demolished Man, uma história sobre policiais telepatas, apontada como precursora do gênero cyberpunk. Seu trabalho ajudou a moldar a moderna ficção científica. Pouco antes de sua morte, Bester foi nomeado como um dos Grandes Mestres da Science Fiction and Fantasy Writers of America (SFWA), em 1988.

## Biografia
Bester nasceu em Manhattan, na cidade de Nova Iorque, em 1913. Era filho de James J. Bester, dono de uma loja de sapatos e primeira geração de judeus austríacos nascidos nos Estados Unidos, e Belle Silverman, nascida na Rússia, tendo imigrando para os EUA ainda na adolescência. Bester tinha uma irmã mais velha, Rita, nascida em 1908. Apesar de ter nascido judia, sua mãe se converteu ao cristianismo e Bester acabou crescendo sem nenhuma religião. As lembranças de sua casa são de ser um lar liberar e iconoclasta.
Em 1935, Bester obteve um bacharelado em Artes pela Universidade da Pensilvânia. Praticava esportes na faculdade, como futebol americano e esgrima. Chegou a se matricular na faculdade de direito da Universidade Columbia, mas largou o curso e desistiu da carreira de advogado.
Em 16 de setembro de 1936, Bester se casou com a atriz Rolly Goulko (1917-1984), que na época trabalhava no rádio, na TV e na Broadway. Na série de rádio "The Adventures of Superman" (1940-1951), Rolly fez a voz de Lois Lane. Depois de largar a carreira de atriz, Rolly ingressou na área de propaganda. O casal passou boa parte da vida em Nova Iorque. Por um breve período, moraram na Europa e ao retornarem para os Estados Unidos, se estabeleceram em Ottsville, na Pensilvânia.

## Carreira
Aos 25 anos, Bester trabalhava como relações públicas quando decidiu escrever ficção científica. Seu primeiro conto publicado foi "The Broken Axiom", na edição de abril de 1939 da Thrilling Wonder Stories, depois de ganhar um concurso da revista. Ávido leitor desde a adolescência de revistas de ficção científica e fantasia, depois do concurso Bester teve a oportunidade de conhecer autores da época como Henry Kuttner, Edmond Hamilton, Otto Binder, Malcolm Jameson e Manly Wade Wellman. Entre 1939 e 1940, Beste teve mais três contos publicados na Thrilling Wonder Stories e na Startling Stories. Bester foi um prolífico autor de contos, tendo publicado principalmente na Astounding Science Fiction.
Em 1942, dois de seus editores foram trabalhar para a DC Comics e convidaram Bester para colaborar em vários títulos. Bester deixou os contos de lado e passou a escrever para as revistas da DC, principalmente para as histórias do Superman e do Lanterna Verde. O supervilão Solomon Grundy e o juramento dos Lanternas Verdes foram criação de Bester. Ele também escreveu as tirinhas de The Phantom e Mandrake the Magician enquanto seu criador, Lee Falk, servia na Segunda Guerra Mundial
Depois de quatro anos na indústria de quadrinhos, Bester começou a se dedicar aos roteiros de rádio, depois de sua esposa Rolly, atriz de radionovelas, lhe dizer que o programa Nick Carter, Master Detective estava em busca de escritores. Pelos próximos anos, ele trabalharia roteirizando para Nick Carter, bem como para O Sombra, Charlie Chan, The New Adventures of Nero Wolfe e vários outros programas. Com o surgimento das redes de televisão nos Estados Unidos, Bester começou a trabalhar para alguns programas de TV.
Em 1950, depois de 8 anos longe da ficção científica, Bester voltou a escrever contos. Bester parou de escrever para a Astounding e começou a submeter seus contos para a Galaxy Science Fiction. Em Nova Iorque, Bester era um membro ativo do Hydra Club, uma associação criada por escritores de ficção científica, incluindo vários nomes grandes como Isaac Asimov, James Blish, Anthony Boucher, Avram Davidson, Judith Merril e Theodore Sturgeon.

## Últimos anos
Bester começou a ter problemas de visão no final dos anos 1970. Chegou a publicar alguns contos en 1979 e 1980, além de dois novos livros, Golem100 (1980) e The Deceivers (1981). Além do problema de visão, outros problemas de saúde começaram a afligi-lo. Sua esposa Rolly morreu devido a um câncer em 1984.
Em 1985, ele reveu o convite para ser o convidado de honra da 45ª World Science Fiction Convention, em Brighton, na Inglaterra. Ao chegar no evento, porém, Bester caiu e quebrou uma costela. Muito doente e com dor, ele acabou não participando da convenção.

## Morte
Alfred Bester morreu em 30 de setembro de 1987, aos 73 anos, em Doylestown, na Pensilvânia, por complicações relacionadas à costela quebrada. Pouco antes de sua morte, ele soube que a Science Fiction and Fantasy Writers of America (SFWA) lhe concederia o título de Grande Mestre, que foi conferido na convenção do ano seguinte.

## Homenagens
O personagem Alfred Bester, da série de TV Babylon 5 foi nomeado em sua homenagem. O personagem é telepata, em referência aos personagens de seu romance mais conhecido.

## Publicações

### Livros
- The Demolished Man (1953)
- Who He? (1953)
- The Stars My Destination (1956)
- The Computer Connection (1975)
- Golem100 (1980)
- The Deceivers (1981)
- Tender Loving Rage (1991)
- Psychoshop (com Roger Zelazny) (1998)

### Coletâneas
- Starburst (1958)
- The Dark Side of the Earth (1964)
- An Alfred Bester Omnibus (1968)
- Starlight: The Great Short Fiction of Alfred Bester (1976)
- The Light Fantastic Volume 1: The Short Fiction of Alfred Bester (1976)
- Star Light, Star Bright: The Short Fiction of Alfred Bester, Volume 2 (1976)
- The Light Fantastic Volume 2: The Short Fiction of Alfred Bester (1976)
- Virtual Unrealities (1997)
- Redemolished (2000)

### Não ficção
- The Life and Death of a Satellite (1966)